# Thinking About You (песня Кельвина Харриса)
«Thinking About You» (с англ. — «Думаю о тебе») — сингл шотландского музыканта и продюсера Кельвина Харриса с участием иорданской певицы Айи Марар. Это восьмой и последний сингл с третьего студийного альбома 18 Months, он был выпущен 4 августа 2013 года.

## Видеоклип
Видеоклип был загружен на VEVO-канал Кельвина Харриса 15 июля 2013. Он был снят Винсентом Хэйкоком в Лос-Анджелесе и у побережья острова Санта-Каталина. Кельвин Харрис и солист Hurts Тео Хатчкрафт со множеством потрясающих моделей отдыхают на бассейной вечеринке у роскошного особняка, в то время как певица Ая Марар, чей вокал присутствует в песне, на яхте взята в заложники группой вооруженных пиратов.
В клипе снялась молдавская фотомодель Ксения Дели, отдыхающая в компании солиста группы Hurts Тео Хатчкрафта.

## Список композиций
- Digital EP

1. «Thinking About You» (Jesse Rose Remix) — 5:29
2. «Thinking About You» (Laidback Luke Remix) — 6:34
3. «Thinking About You» (Michael Brun Remix) — 5:42
4. «Thinking About You» (Ludo Remix) — 6:45
5. «Thinking About You» (GTA Remix) — 6:49
6. «Thinking About You» (Firebeatz Remix) — 5:53
7. «Thinking About You» (EDX’s Belo Horizonte At Night Remix) — 6:51
8. «Thinking About You» (Manufactured Superstars Remix) — 6:53

## История чартов
4 августа 2013 года песня поднялась на 9 строчку в десятке лучших песен в Великобритании, что стало новым рекордом: впервые целых 9 песен с одного студийного альбома побывали в десятке лучших песен (считая сингл «We Found Love» с альбома 18 Months, на котором Харрис был представлен как приглашенный артист).

## Чарты
| Чарт (2013)                                | Лучшая Позиция |
| ------------------------------------------ | -------------- |
| Австралия (ARIA)                           | 28             |
| Бельгия/Фландрия (Ultratip Bubbling Under) | 43             |
| Ирландия (IRMA)                            | 11             |
| Шотландия (OCC Scotland)                   | 7              |
| Великобритания (OCC UK Singles)            | 9              |
| Великобритания (OCC UK Dance)              | 3              |

## Сертификация
| Регион | Сертификация  | Продажи   |
| --- | ------------- | --------- |
| Австралия (ARIA) | 2× Платиновый | 140 000   |
| Бразилия (ABPD) | Платиновый    | 60 000    |
| Канада (Music Canada) | Платиновый    | 80 000    |
| Италия (FIMI) | Золотой       | 25 000    |
| Новая Зеландия (RMNZ) | Золотой       | 7500*     |
| Великобритания (BPI) | Платиновый    | 600 000   |
| США (RIAA) | Платиновый    | 1 000 000 |
| Стриминг |               |           |
| Дания (IFPI Danmark) | Золотой       | 900 000   |
| * Данные о продажах приведены только на основе сертификации. · Данные о продажах + прослушиваниях приведены только на основе сертификации. · Данные только о прослушиваниях приведены на основе сертификации. |               |           |

## Издания
| Страна         | Дата           | Формат           |
| -------------- | -------------- | ---------------- |
| Великобритания | 8 августа 2013 | Digital download |